# Родригес, Кристиан
Кри́стиан Габриэ́ль Родри́гес Баро́тти (исп. Cristian Gabriel Rodríguez Barotti; 30 сентября 1985, Хуан-Лакасе, Колония) — уругвайский футболист, игравший на позиции левого полузащитника. Выступал за сборную Уругвая.

## Карьера

### Клубная
Начал профессиональную карьеру за уругвайский гранд «Пеньяроль» в 2002 году. В 2003 году он стал чемпионом страны, вместе с ним в той команде выступал легендарный парагвайский вратарь Хосе Луис Чилаверт. В 2004 году Родригес в основном избавлялся от последствий тяжёлой травмы.
В 2005 году Кристиан перешёл во французский клуб «Пари Сен-Жермен», первый сезон не был особо примечательным, а во втором он помог своей команде сохранить прописку в Лиге 1, забив мяч в ворота «Монако».
Чтобы прекратить бороться с командой за выживание, Кристиан принял решение перейти в стан португальского гранда — «Бенфики» — в сезоне 2007/08 на правах аренды.
С 2008 года Кристиан Родригес стал выступать за «Порту». Он составил ударную тройку в нападении команды вместе с аргентинцем Лучо Гонсалесом и бразильцем Халком.
24 марта 2012 года Родригес был отстранён от тренировок команды из-за конфликта с одноклубником Жуаном Моутинью. 28 мая 2012 года Родригес подписал 4-летний контракт с мадридским «Атлетико». Первый гол за «Атлетико» забил 17 февраля 2013 года в матче с «Вальядолидом».
20 января 2015 года было объявлено об аренде Кристиана в «Парму» до конца сезона.
15 июня 2015 года Родригес вернулся в расположение «Атлетико», однако затем на правах аренды выступал сначала за «Парму», а затем за бразильский «Гремио». В 2015 году перешёл в аргентинский «Индепендьенте», где выступал до конца 2016 года.
В 2017 году вернулся в родной «Пеньяроль». Кристиан быстро восстановил форму, потерянную в Аргентине, и дважды подряд вносил решающий вклад в победы своей команды в чемпионате Уругвая. В 2017 году он в 29 матчах забил 15 голов, в том числе он забил на 94-й минуте единственный гол в ворота «Дефенсор Спортинга» в плей-офф за первое место в годовой турнирной таблице. Через три дня Родригес забил свой гол в серии послематчевых пенальти в финале чемпионата против того же соперника — после нулевой ничьей «Пеньяроль» был сильнее со счётом 4:2 и благодаря этим двум победам был провозглашён чемпионом Уругвая. 11 ноября 2018 года «Пеньяроль» играл в финале чемпионата против «Насьоналя». В основное время команды сыграли вничью 1:1, а на 96 минуте Кристиан Родригес успешно реализовал пенальти. До конца игры счёт 2:1 не изменился и «Пеньяроль» во второй раз подряд выиграл первенство страны.

## Игры за сборную
За сборную Уругвая Кристиан Родригес дебютировал в возрасте 18 лет в матче против сборной Мексики. Родригес — участник трёх Кубков Америки. На его счету гол в 1/4 финала розыгрыша 2007 года в ворота хозяев, Венесуэлы. В 2011 году на Кубке Америки вместе со своей сборной стал чемпионом Южной Америки. Занимает четвёртое место в истории по количеству сыгранных матчей за сборную Уругвая, он же является четвёртым футболистом, преодолевшим отметку в 100 игр за «селесте».

## Достижения

### Командные
Пеньяроль
- Чемпион Уругвая (3): 2003, 2017, 2018
- Обладатель Суперкубка Уругвая: 2018

ПСЖ
- Обладатель Кубка Франции: 2005/06

Порту
- Чемпион Португалии (3): 2008/09, 2010/11, 2011/12
- Обладатель Кубка Португалии: 2009/10
- Обладатель Суперкубка Португалии (3): 2009, 2010, 2011
- Победитель Лиги Европы: 2010/11

Атлетико Мадрид
- Чемпион Испании: 2013/14
- Обладатель Кубка Испании: 2013
- Обладатель Суперкубка Испании: 2014
- Обладатель Суперкубка УЕФА: 2012
- Финалист Лиги чемпионов УЕФА: 2013/2014

Сборная Уругвая:
- Обладатель Кубка Америки: 2011

### Личные
- Лучший игрок чемпионата Уругвая: 2017